# Neoleptoneta
Neoleptoneta es un género de arañas araneomorfas de la familia Leptonetidae. Se encuentra en México. 

## Lista de especies
Según The World Spider Catalog 11.5:
- Neoleptoneta bonita (Gertsch, 1974)
- Neoleptoneta brunnea (Gertsch, 1974)
- Neoleptoneta caliginosa Brignoli, 1977
- Neoleptoneta capilla (Gertsch, 1971)
- Neoleptoneta delicata (Gertsch, 1971)
- Neoleptoneta limpida (Gertsch, 1974)
- Neoleptoneta rainesi (Gertsch, 1971)
- Neoleptoneta reclusa (Gertsch, 1971)